# 田村剛
田村 剛（たむら つよし、1890年〈明治23年〉9月7日 - 1979年〈昭和54年〉9月4日）は、日本の造園家・造園学者・林学者。日本の国立公園、海中公園制度の確立と発展に尽くす。岡山県生まれ。
妻は日向利兵衛の娘。国際自然保護連合名誉会員。日本自然保護協会初代理事長、日本造園学会会長など、要職を多数歴任。

## 経歴
倉敷市で次田家に生まれ、まもなく田村家の養子となる。兄は国文学者の次田潤。
旧制岡山中学校（現・岡山県立岡山朝日高等学校）から第六高等学校 (旧制)を経て、東京帝国大学農科大学林学科に進学。高等学校時代の1911年（明治44年）、新聞社が募集していた立山登山に参加。1915年（大正4年）に大学を卒業し、2年間、明治神宮造営局で神宮内外苑の造営に携わる。
1917年（大正6年）、富士山北麓調査を実施。1918年（大正7年）、名著『造園概論』を刊行。この著書の中で「自然公園」という名称を生み出した。
当時2派に分かれた国立公園の制定趣旨に関しては、自然保護派と対極の、国民に公開し利用をはかるという立場を採った。この思想が頻所に現れたのは戦後の1953年（昭和27年）の佐世保市観光施設計画・西海国立公園候補地自然公園計画調査で、加藤誠平のほか、宮内庁庭園課の技師舘粲児や造園家吉村巌らをメンバーとした調査団として乗り込んだこの調査で、田村らは公園計画として鹿子前と烏帽子岳2つの地区にゾーニングし、鹿子前地区については水族館と遊覧、さらに宿泊施設を、烏帽子岳地区ではゴルフ場やキャンプ場などのレジャー施設と展望台、動物園と植物園などの観光諸施設まで計画提案している。
1919年（大正8年）、東京帝国大学農学部実科講師を担当。また同年発足した文部省の外郭団体である生活改善同盟会庭園部門特別委員就任。1920年（大正9年）、「日本庭園の発展に就いて」で林学博士の学位を取得。林学第二講座（造林学教室）内に造園学教室（後の森林風致計画学研究室）を設置し、教育者として、造園学を林学科のほか建築教室、農学部園芸学講座でも講義を持ち、多くの後進を育てた。また同年から、公園行政を担当する内務省衛生局保健課嘱託として、国立公園制定に尽力。こうして、国立公園行政で指導的役割をはたした結果、国立公園の父とよばれる事となる。
1922年（大正11年）から1924年（大正13年）まで、内務省嘱託をいったん辞して欧米の国立公園事情を視察。
1927年（昭和2年）、尾瀬ヶ原水没計画に対し、後の日本自然保護協会に発展する尾瀬保存期成同盟結成に参加し、代表に就任。さらに同年から内務省に復帰。1928年（昭和3年）に台湾調査の帰途に事故で片足を失う。
1929年（昭和4年）に国立公園協会の設立に参画、常務理事に就任し、啓蒙普及活動を開始。1931年（昭和6年）には国立公園法が成立する。1933年（昭和8年）、内務技師任命を受ける。
1951年（昭和26年）、日本自然保護協会理事長に就任。
1958年（昭和33年）から国際自然保護連合（IUCN）国立公園委員会委員。
1962年（昭和37年）、第1回世界国立公園会議に出席。1967年（昭和42年）、海中公園センターを設立。西太平洋国際海中公園システム構想を発表する。

## 代表作
- 氷川公園改良計画：1921年（大正10年）。師である本多静六と
- 大正記念園：大正天皇行幸記念園、春日時太郎と
- 平和記念東京博覧会生活改善同盟会住宅庭園案：1922年、会場は上野公園
- 県立榛名公園計画：1926年
- 妙高大公園計画：1927年（昭和2年）
- 別府国際泉都計画：1949年（昭和24年）
- 草津温泉地計画：1949年（昭和24年）
- 千鳥ケ淵戦没者墓苑：1959年（昭和34年）
- 皇太子殿下御結婚記念大噴水：1961年（昭和36年）
- 東大御殿山池泉庭改造（蛭田庄二らと）

## 著書
- 『造園概論』成美堂書店 1918年
- 『実用主義の庭園』成美堂書店 1919
- 『庭園鑑賞法』成美堂書店 1919
- 『現代都市の公園計画』内務省衛生局 1921
- 『文化生活と庭園』成美堂書店 1921
- 『家庭に必要な庭園の知識』文化生活研究会 1923
- 『造園学概論』成美堂書店 1925
- 『登山の話』文化生活研究会 1926
- 『北米合衆国国有林の休養施設概況 附・カナダ国立公園並に国有林の休養施設概況』農林省山林局 1926
- 『台湾の風景』雄山閣 1928
- 『森林風景計画』成美堂書店 1929
- 『世界造園図集』嵩山房 1929
- 『実用庭園学 植物篇』成美堂書店 1930
- 『現代庭園の設計』実用庭園叢書 鈴木書店 1930
- 『国土計画と休養地』国立公園協会 1942
- 『国土計画と健民地』木材経済研究所 1943
- 『国立公園講話』明治書院 1948
- 『世界の景観』修道社 1961
- 『作庭記』相模書房 1964

### 共著
- 『仙境尾瀬の景観』武田久吉共著 大日本山林会 1928
- 『武蔵野』本田正次共編 科学主義工業社 1941
- 『小住宅の庭園設計』改訂版 森歓之助共著 地球出版 1958